# Кошельник Віктор Андрійович
Кошельник Віктор Андрійович (* 3 лютого 1963) — бригадир гірників очисного забою відокремленого підрозділу «Шахта імені Ф. Е. Дзержинського» державного підприємства «Ровенькиантрацит» (Луганська область), Герой України.

## Нагороди
- Звання «Герой України» з врученням ордена Держави (25 серпня 2011) — за визначний особистий внесок у розвиток вітчизняного паливно-енергетичного комплексу, досягнення високих показників у виробництві, багаторічну самовіддану працю[1]
- Відзнака Президента України — медаль «За працю і звитягу» (20 серпня 2009) — за значний особистий внесок у зміцнення енергетичного потенціалу держави, високий професіоналізм та з нагоди Дня шахтаря[2]
- Відзнака Президента України — ювілейна медаль «20 років незалежності України» (19 серпня 2011)[3]
- Нагороджений знаками «Шахтарська слава».